# Opération Tempête du désert
Pour les articles homonymes, voir Tempête (homonymie).
Pendant Guerre du Golfe
L'opération Tempête du désert (Desert Storm en anglais) est le nom donné aux opérations militaires réalisées contre l'Irak du 17 janvier au 28 février 1991 par une coalition internationale sous commandement des États-Unis et missionnée par les Nations unies. Cette opération a mis fin à l'occupation du Koweït par l'Irak. Elle constitue la phase la plus violente de la guerre du Golfe. Elle peut se distinguer en une phase aérienne (campagne de bombardements) et en une phase terrestre (Desert Sabre, qui a duré symboliquement cent heures).
La résolution 687 du Conseil de sécurité des Nations unies en avril 1991 met un terme définitif à la guerre du Golfe.

## Déroulement de l'opération

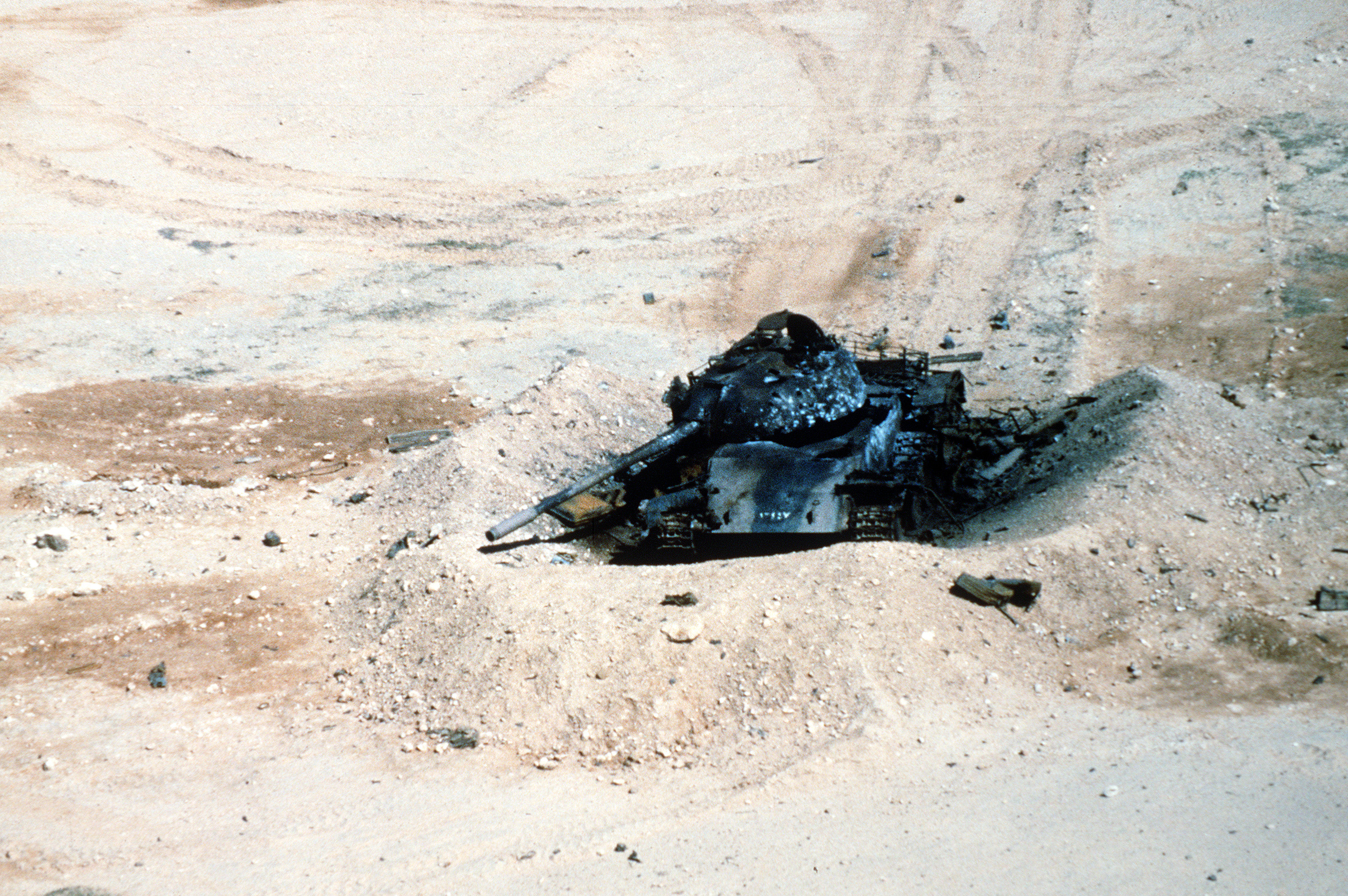
Char Type 59 ou T-54 irakien détruit par les avions de la coalition, 7 février 1991.

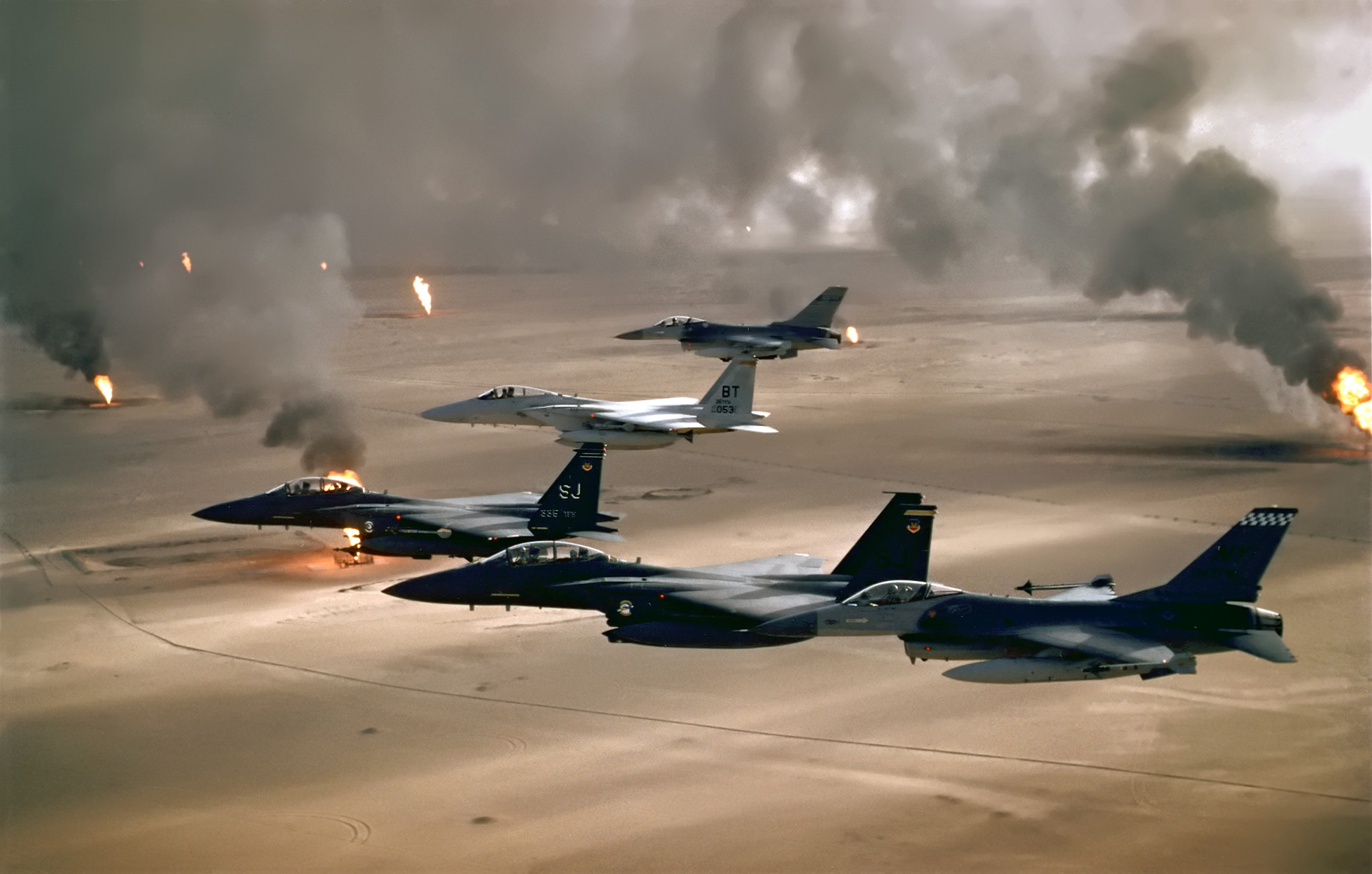
Avions de l'US Air Force de la 4e escadre de chasse (F-16, F15) volant au-dessus de puits de pétrole koweïtiens en feu, incendiés par les forces irakiennes lors de leur retraite.

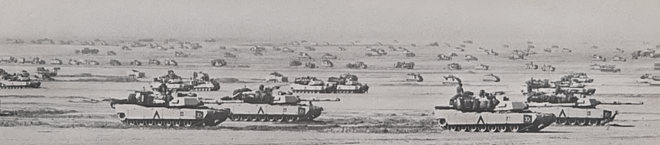
Une brigade de la 3e division blindée des États-Unis sur la ligne de départ de l'offensive terrestre.

Elle débute par des bombardements le 17 janvier 1991 contre l'armée irakienne, la coalition bénéficiant d'une suprématie aérienne et navale, les navires de guerre américains lançant des BGM-109 Tomahawk depuis le golfe Persique. Plus de 100 000 sorties aériennes sont effectuées et 88 500 tonnes de bombes larguées, détruisant en grande partie les infrastructures militaires et civiles irakiennes.
Le réacteur nucléaire Osirak, situé au sud-est de Bagdad, construit par les Français sur le modèle d'Osiris, est bombardé lors de raids massifs de bombardiers F-117 et F-111 de l'aviation des États-Unis. Il avait déjà été bombardé par les Israéliens le 7 juin 1981, causant une destruction partielle.
La campagne aérienne a été menée sous les ordres de Chuck Horner (en), commandant en chef de l'United States Central Command. L'objectif de cette campagne, qui a mobilisé 2 250 avions alliés (dont 1 800 américains) était de détruire l'armée de l'air irakienne qui entretenait une force de 500 MiG-29, MiG-25, MiG-23 et Mirage F1 ainsi que détruire les Scuds et les centres de commandement et de communication de l'armée irakienne, dans le but d'affaiblir les troupes irakiennes au sol. Les défenses anti-aériennes irakiennes s'avèrent inefficaces, seulement 75 avions de la coalition sont perdus dont 44 dus aux tirs ennemis.
Alors que le 22 février l'Irak accepte un cessez-le-feu sous la pression de l'URSS, la coalition rejette la proposition mais déclare que les forces irakiennes battant en retraite ne seront pas attaquées, leur donnant 24 heures pour évacuer le Koweït.
L'opération terrestre débute dans la nuit du 23 au 24 février (le 24 février à 7 h du matin pour les 12 500 soldats français). Nommée Desert Sabre (« Sabre du désert »), elle a duré (symboliquement) cent heures. Les blindés de la coalition traversent la frontière koweïtienne et se dirigent vers Koweït. Le M1 Abrams américain, le Challenger 1 britannique et le M-84 s'avèrent bien supérieurs aux chars irakiens (Type 69 et T-72). L'utilisation du GPS et de la reconnaissance aérienne permet de savoir la localisation exacte de l'ennemi. L'événement le plus tragique de l'opération (pour la coalition) a lieu le 25 février lorsqu'un Scud irakien est lancé contre une caserne militaire de Dhahran en Arabie saoudite, tuant vingt-huit soldats américains.
La neutralisation de la garde républicaine irakienne, composée des unités de blindés les plus dangereuses pour la coalition internationale, fut un objectif stratégique. Cette formation se tenait à l'intérieur du territoire irakien. La bataille de 73 Easting livrée les 26 et 27 février 1991 dans le Sud-Est de l'Irak, mettant hors de combat une centaine de blindés irakiens contre seulement un M2 Bradley américain perdu pendant l'opération, a été le tournant de cette opération militaire.

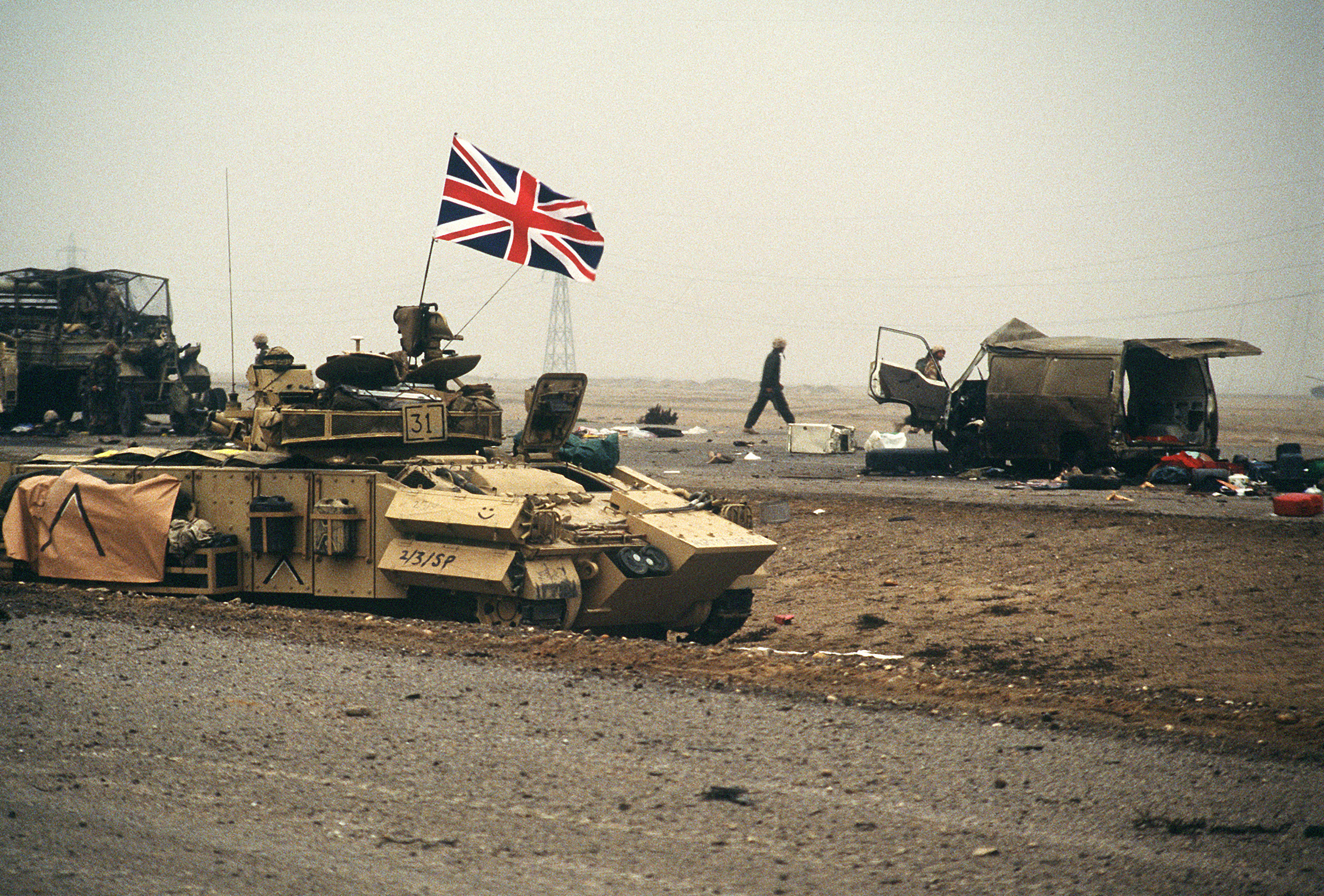
Le drapeau britannique flotte depuis un véhicule blindé de transport de troupes de la Royal Scots alors qu'il avance le long de l'autoroute Bassorah-Koweït (la Highway of Death) près de Koweït.

Le 26 février, les Irakiens commencent à se retirer du Koweït en appliquant une politique de la terre brûlée : les troupes irakiennes mettent le feu aux puits de pétrole koweïtiens. Un long convoi irakien se forme le long de l'autoroute Koweït-Irak (autoroute 80) : presque entièrement détruit par les avions de la coalition, cette autoroute deviendra connue sous le nom de « Highway of Death » (signifiant « Autoroute de la mort »).
Le 28 février, le président américain George H. W. Bush déclare un cessez-le-feu, mettant fin à l'opération. Le 15 mars 1991, l'émir du Koweït, Jaber al-Ahmad al-Sabah, rentre au pays après avoir passé plus de huit mois en exil.

## Dans la culture populaire
- Conflict: Desert Storm et Conflict: Desert Storm II, jeux vidéo s'inspirant de l'opération sortis en 2002 et 2003
- Les Rois du désert, film de guerre américain réalisé par David O. Russell en 1999
- Jarhead : La Fin de l'innocence, film de guerre américain réalisé par Sam Mendes en 2005
- Call of Duty: Black Ops 6, jeux vidéo sorti en 2024